# Viktor Kaufmann
Viktor Kaufmann (21. srpna 1900 Praha – 26. února 1945 Neubrandenburg) byl lékař (internista); starší bratr Hedy Kaufmannové (1905–1981) – spisovatelky, překladatelky a účastnice českého protinacistického odboje. Po 15. březnu 1939 se Viktor Kaufmann zapojil (prostřednictvím prof. dr. Vojtěcha Čížka) do odboje a záhy se stal jednou z vůdčích osobností v ilegální skupině Petiční výbor Věrni zůstaneme (PVVZ). Zde působil jako jeden z hlavních organizátorů a přivedl sem i svou sestru Hedu. Aktivně pracoval i v odbojové organizaci Ústřední vedení odboje domácího (ÚVOD).

## V odboji
Po ukončení studia na lékařské fakultě Univerzity Karlovy v Praze pracoval na interním oddělení v Sanopsu. Kromě toho, že ovládal jedenáct jazyků byl i milovníkem klasické hudby. Původně bydlel na adrese: Ve Pštrosce 7, Praha 2 - Vinohrady (viz dále), kde měl kromě bytu i soukromou ordinaci. Po zákazu provozovat lékařskou praxi lékařům židovského původu se přestěhoval na Smíchov (ulice Na Vršku 1).
Viktor Kaufmann pracoval (již od března 1939) ve zpravodajské skupině profesora dr. Vojtěcha Čížka.  Zde (mimo jiných) působili také doktorka Milada Horáková, docent Josef Fišer, doktor Karel Bondy, Anna Pollertová a mnozí další. Tato organizace byla počátkem jara 1940 rozbita zásahy gestapa. Viktor Kaufmann pomáhal budovat strukturu Petičního výboru Věrni zůstaneme (PVVZ) a aktivně se účastnil příprav demonstrací 28. října 1939. V programu "Za svobodu do nového Československa" se spolupodílel na kapitole pojednávající o veřejném zdravotnictví. Viktor Kaufmann se (společně s Annou Pollertovou) na jaře v roce 1940 zúčastnil převozu celostátně hledaného uprchlíka – odbojáře doc. dr. Josefa Fischera z nemocnice v Poličce do Prahy.

### Zatčení gestapem
V pondělí před polednem dne 20. října 1941 se ještě stačil setkat s Dr. Karlem Bondym, ale ještě téhož dne odpoledne byl (v rámci rozsáhlého zátahu gestapa proti organizaci ÚVOD) Viktor Kaufmann zatčen gestapem. Po skončení hlavních výslechů byl vězněn na Pankráci a pak na Karlově náměstí. Jako uvězněný lékař byl pověřen, aby prováděl tzv. „marodku“, protože vězeňský lékař z Pankráce MUDr. Navarra do té doby musel do vězeňské marodky na Karlově náměstí dojíždět. Viktor Kaufmann tak získal větší možnost pohybu, snadněji se jeho prostřednictvím distribuovaly motáky (většinou ukryté v termosce) a dostalo se k němu více jídla, čehož využil, aby ho poskytl nejpotřebnějším a časem i na ženské oddělení (kde byla umístěna např. i zatčená odbojářka Anna Pollertová).
Odbojářům na svobodě se tak podařilo díky osobě Viktora Kaufmanna navázat a udržovat s některými zatčenými odbojáři pravidelné obousměrné spojení. Heda Kaufmannová s Viktorovou ženou Irmou Kaufmannovou přebíraly motáky od Viktora Kaufmanna a předávaly je dál určeným osobám. Toto ilegální "spojení" bylo ukončeno v březnu 1943, kdy "cestu" prozradil konfident gestapa Bohumil Siebert. Kaufmann spolu s doc. dr. Josefem Fischerem byli znovu vyslýcháni, následně převezeni do Malé pevnosti Terezín, kde byli šikanováni tamními dozorci.

### Odsouzení a poprava
Lidový soud v Berlíně Viktora Kaufmanna a další jeho spolupracovníky (doc. dr. Josef Fischer, JUDr. Karel Bondy, Anna Pollertová) odsoudil 14. listopadu 1944 k trestu smrti. Popraven byl 26. února 1945 v Neubrandenburgu-Gorden.  Kaufmannova matka a jeho teta byly zavražděny ve vyhlazovacím táboře v Treblince.

## „Ve Pštrosce 7“

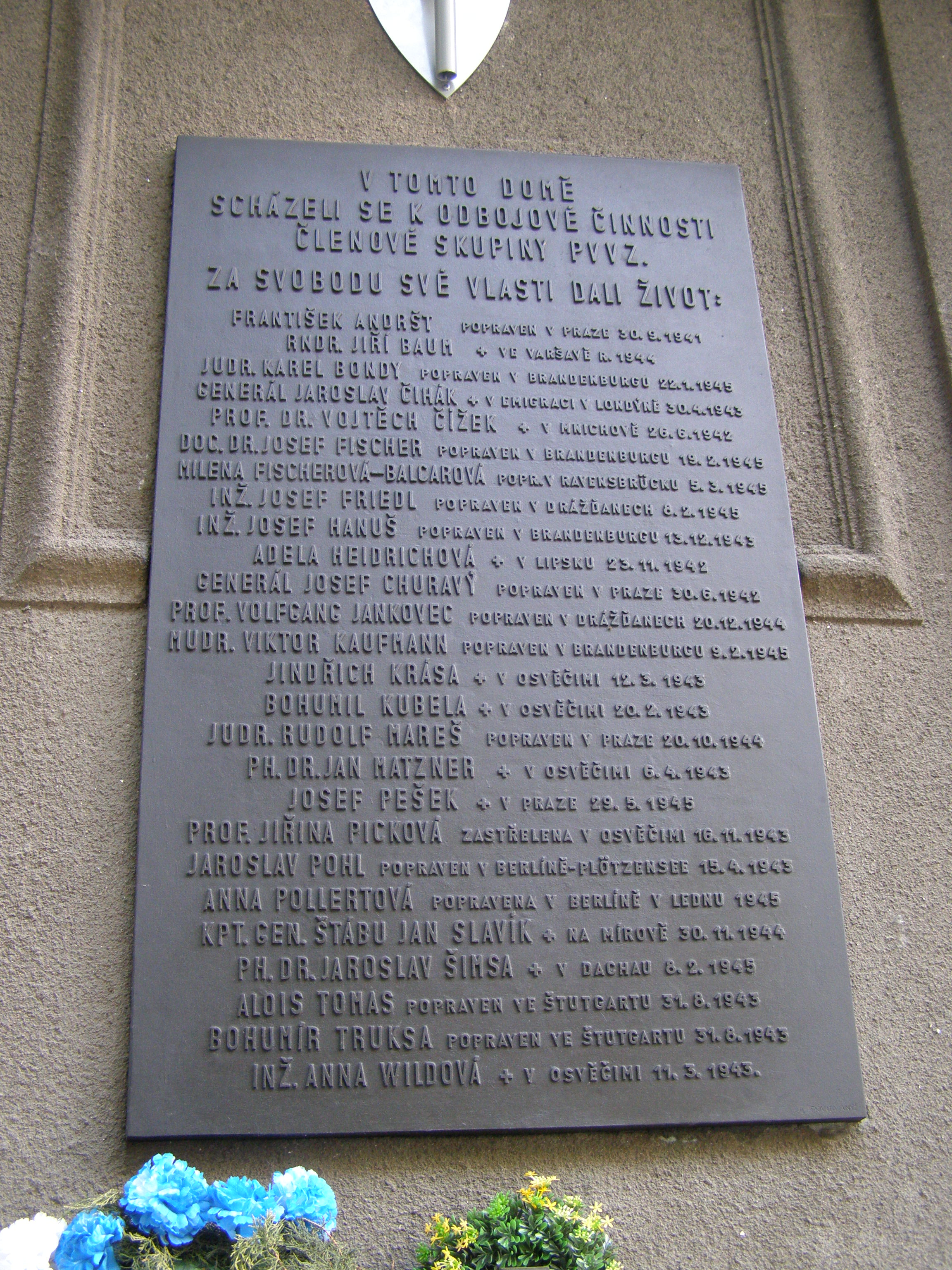
Pamětní deska odbojové
činnosti skupiny PVVZ
GPS:

Dnes se jméno MUDr. Viktora Kaufmanna nalézá například na pamětní desce obětem 2. světové války umístěné na domě číslo 34/7 v ulici Anny Letenské na Praze 2, (dříve ulice „Ve Pštrosce“). To bylo jedno z hlavních center, v jehož prostorách se tajně scházeli členové organizace PVVZ. V tomto domě se nacházely jednak byty Anny Pollertové, ale také zde měl ordinaci Viktor Kaufmann. V této ordinaci proběhly na začátku okupace schůzky první garnitury vedení odbojové organizace PVVZ.  Pamětní deska obsahuje jména těch, kteří se konce války nedočkali.

## Kenotaf Viktora Kaufmanna

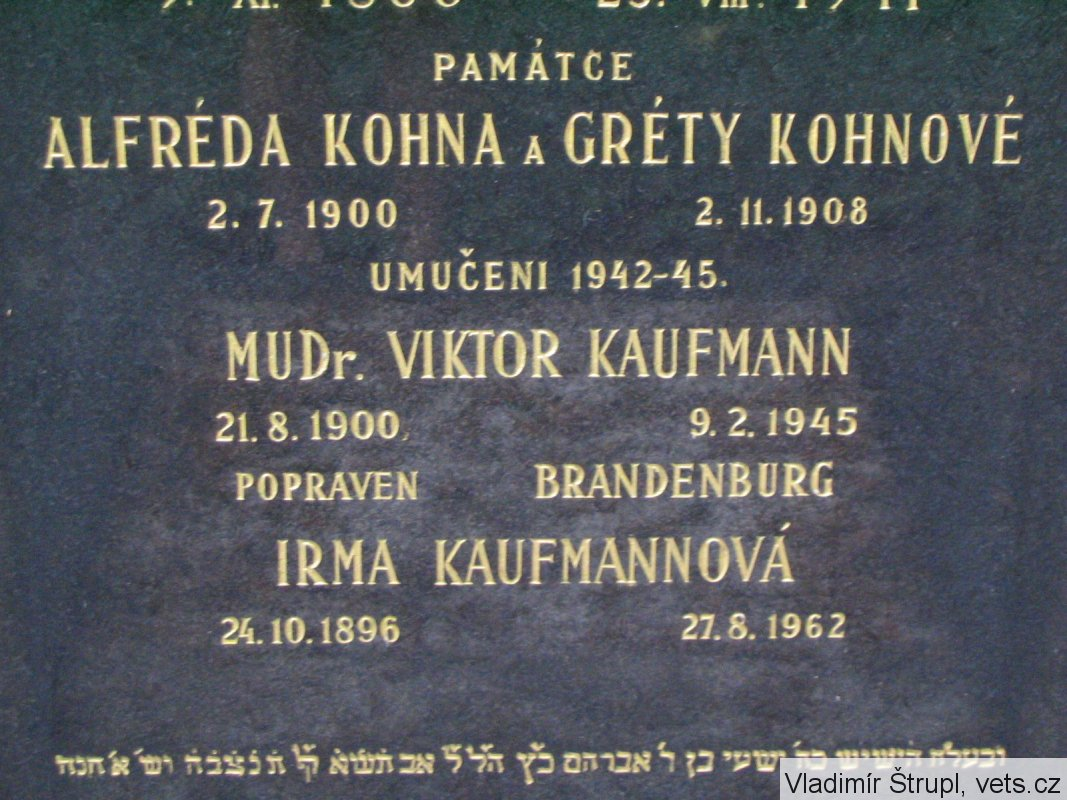
Kenotaf MUDr. Viktora Kaufmanna

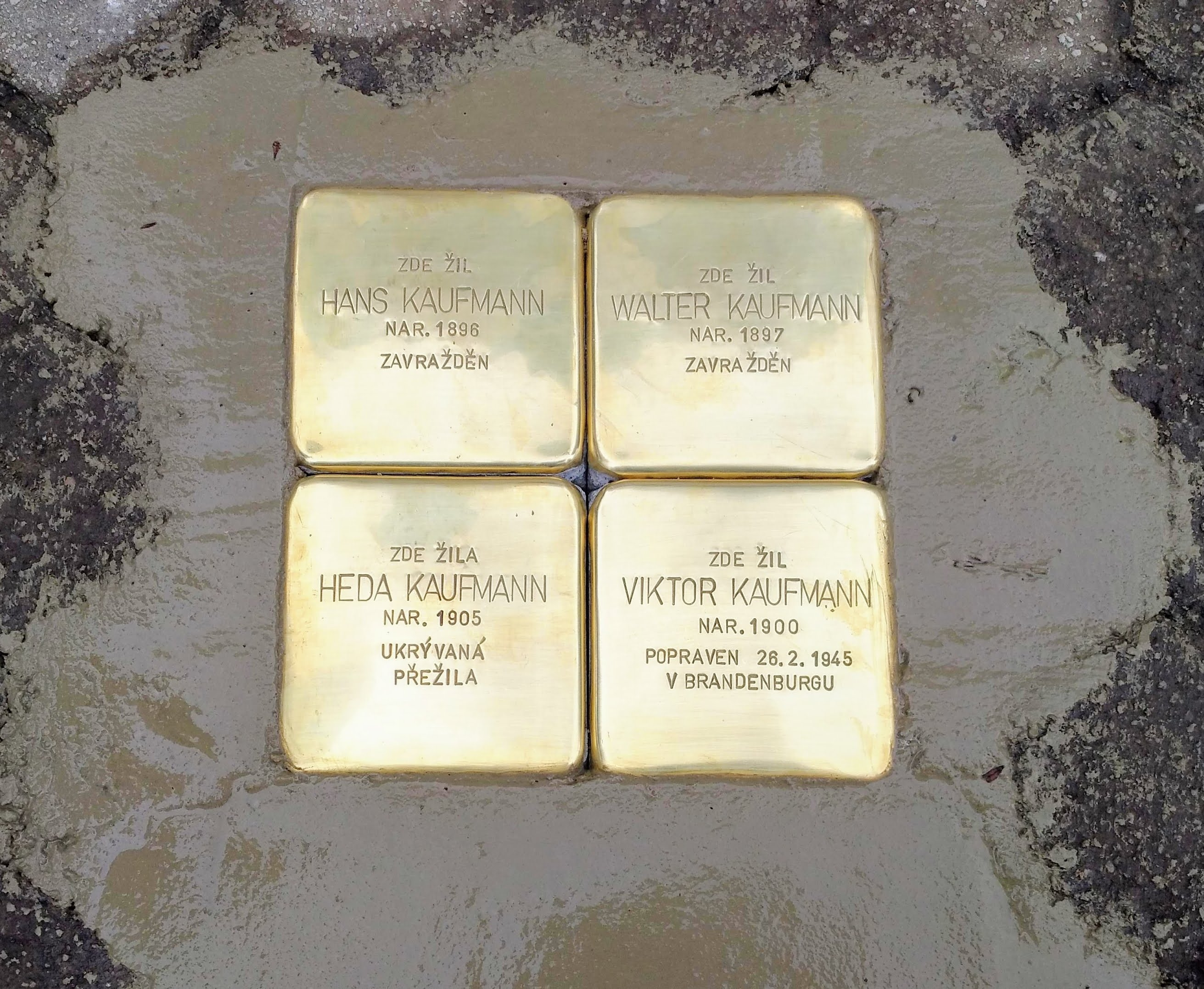
Stolperstein pro Viktora Kaufmanna, jeho sestru Hedu a bratrance Hanse a Waltera, položené 5.11.2019 před domem v č.p. 381 v Hejnicích.

Na Novém židovském hřbitově na Olšanech (Praha 3 - Žižkov, Izraelská 1) se nachází náhrobek (kenotaf) se jménem MUDr. Viktora Kaufmanna. Na kenotafu jsou tyto nápisy:
              památce 

 Alfréda Kohna   a   Gréty Kohnové 

2.7.1900           2.11.1908 

       UMUČENI 1942-45 

       MUDr. Viktor Kaufmann 

21.8.1900           9.2.1945? 

POPRAVEN       BRANDENBURG 

        Irma Kaufmannová 

24.10.1896            27.8.1962

Kenotaf MUDr. Viktora Kaufmanna